# Шайтанские железоделательные заводы
Шайтанские железоделательные заводы (Верхне- и Нижнешайтанский) — российские железоделательные заводы построенные на реке Большая Шайтанка. Нижнешайтанский завод, построенный в 1732 году, известен также под названием Васильево-Шайтанский или Васильевско-Шайтанский в честь сына Н. Н. Демидова Василия. Верхнешайтанский завод был построен в 1760 году в двух верстах выше по течению от Нижнешайтанского. В дальнейшем оба завода представляли собой единый производственный комплекс, и их продукция учитывалась в статистических отчётах совместно. В 1920 году объединённый завод был переименован в «Первый уральский завод цельнотянутых и катаных труб», в 1973 году вошёл в состав Первоуральского новотрубного завода. Нижнешайтанский завод был одним из старейших металлургических заводов Среднего Урала и главным заводом Шайтанского посессионного горного округа.

## История
Место около устья реки Большая Шайтанка при впадении в Чусовую, удобное для основания завода было обнаружено Демидовыми, предками Акинфия, получившими право строить заводы в России ещё при Петре I. Они же подготовились к строительству предприятия, удалив от реки путём вручения подарков ранее живших в этом районе немногочисленных башкир, которые занимались в этих местах звероловством и рыболовством. В 1721 году была построена лесопильная мельница. Старо-Шайтанский завод единственный из заводов Демидовых имел прямой выход к реке Чусовой, по которой осуществлялась транспортировка в центральные губернии России готовой продукции, что придавало ему особое значение.
Название завода связывают с урочищем Шайтанов лог, на территории которого шло строительство.
Указ Берг-коллегии на строительство завода был подписан 9 июля 1730 года, строительные работы были начаты сыном Н. Н. Демидова Василием в 1731 году. Датой запуска завода считается 1 декабря 1732 года, когда доменная печь дала первый чугун.
В 1760 году в двух верстах выше по течению Большой Шайтанки был запущен вспомогательный передельный завод, получивший название Верхнешайтанского. В дальнейшем оба завода представляли собой единый производственный комплекс, и их продукция учитывалась совместно.
Для работы на Шайтанских заводах, наиболее удалённых от главного Невьянского завода, Демидовы переселили крестьян из Московской, Нижегородской и Калужской губерний, причём принимали и беглых, и каторжных, и раскольников.

### Собственники
В 1767 году Н. Н. Демидов продал Шайтанские заводы братьям Е. А. и С. А. Ширяевым. В этом же году на заводе функционировали доменная фабрика молотовая фабрика с 3 молотами и и кузница.
В 1808 году из-за долгов по просьбе владельцев Шайтанские заводы были переданы в казённое управление, после чего в 1809 году К. С. Мордвинова, сестра А. С. Ширяева, получила заводы в собственность, а в 1810 году продала их московскому купцу М. Ф. Ярцеву (Ярцову). После смерти Ярцева в 1828 году заводы перешли по наследству его сыну И. М. Ярцеву (Ярцову). По раздельному акту 1856 года заводы перешли в собственность дочерей И. М. Ярцева М. И. Кузьминой и О. И. Берг. В 1869 муж последней, полковник П. В. Берг выкупил у Кузьминой её часть и стал единственным владельцем заводов.
В 1907 году заводовладельцы основали Торговый дом наследников П. В. Берга, а затем — Акционерное общество Шайтанских горных заводов с уставным капиталом в 1,5 млн рублей.

### Пугачёвское восстание
7 июня 1771 года взбунтовавшиеся заводские крестьяне во главе с атаманом А. С. Плотниковым убили заводовладельца Е. А. Ширяева, отличавшегося жестокостью по отношению к рабочим. Его обвиняли в тяжкой эксплуатации рабочих, зверствах и насилиях. Убийцы, их родственники и даже свидетели, обвиненные в том, что они не остановили расправу над Ширяевым, были жестоко наказаны властями. Их выпороли (некоторых — до смерти), искалечили и сослали. В советское время эти события рассматривались как крестьянский бунт и описывалось в положительной тональности.
Завод и церковь при нём были ограблены пугачёвскими бандами. С 19 января по 25 февраля 1774 года Шайтанский завод был опорным пунктом восставших, откуда они вели наступление на Екатеринбург и Уткинский завод. Более 150 заводских рабочих примкнули к пугачёвцам.
Рабочих, включая тех, кто занимался заготовкой дров и углежжением, на заводе было в период его расцвета более тысячи человек. Имелись плотина, канал со шлюзом, пруд. Завод был оборудован двумя молотами. Каменная стена, являвшаяся частью заводских гаваней и сохранилась до наших дней. Ковка железа производилась переделыванием верхнетагильского чугуна.
Сложные отношения складывались у православного населения со старообрядцами. Поблизости от завода были возведены храм (сначала в XVIII веке деревянный, переживший ограбление и период крайней бедности и запустения, затем после пожара — Шайтанская церковь) и несколько часовен.